# 레조르시놀
레조르시놀(Resorcinol)은 화학식 C6H6O2을 갖는 유기 화합물이다. 3가지 이성질체 벤젠디올의 하나이다. 벤젠으로부터 무색의 바늘모양으로 결정화되며 물, 알콜, 에테르에 쉽게 녹는 반면 클로로포름과 이황화 탄소에는 녹지 않는다.

## 생성

Production of resorcinol via Hock Rearrangement

## 독성
레조르시놀은 LD50(쥐, 구강 투여) > 300mg/kg에 이르므로 독성이 낮은 편이다. 페놀보다 독성이 덜하다.